# Liste der Baudenkmäler in Geiselwind
Auf dieser Seite sind die Baudenkmäler in dem unterfränkischen Markt Geiselwind zusammengestellt. Diese Tabelle ist eine Teilliste der Liste der Baudenkmäler in Bayern. Grundlage ist die Bayerische Denkmalliste, die auf Basis des Bayerischen Denkmalschutzgesetzes vom 1. Oktober 1973 erstmals erstellt wurde und seither durch das Bayerische Landesamt für Denkmalpflege geführt wird. Die folgenden Angaben ersetzen nicht die rechtsverbindliche Auskunft der Denkmalschutzbehörde.
 Diese Liste gibt den Fortschreibungsstand vom 18. November 2022 wieder und enthält 59 Baudenkmäler.
In dieser Kartenansicht sind Baudenkmäler ohne Koordinaten mit einem roten bzw. orangen Marker dargestellt und können in der Karte gesetzt werden. Baudenkmäler ohne Bild sind mit einem blauen bzw. roten Marker gekennzeichnet, Baudenkmäler mit Bild mit einem grünen bzw. orangen Marker.

## Ensembles

### Ensemble Marktplatz
Um den Marktplatz (Lage) in Geiselwind gruppieren sich  zweigeschossige Giebel- und Traufseithäuser des 17.–20. Jahrhundert, teils mit Fachwerk. Umgrenzung: Marktplatz 1–11, Schlüsselfelder Straße 1–3. Aktennummer E-6-75-127-1.

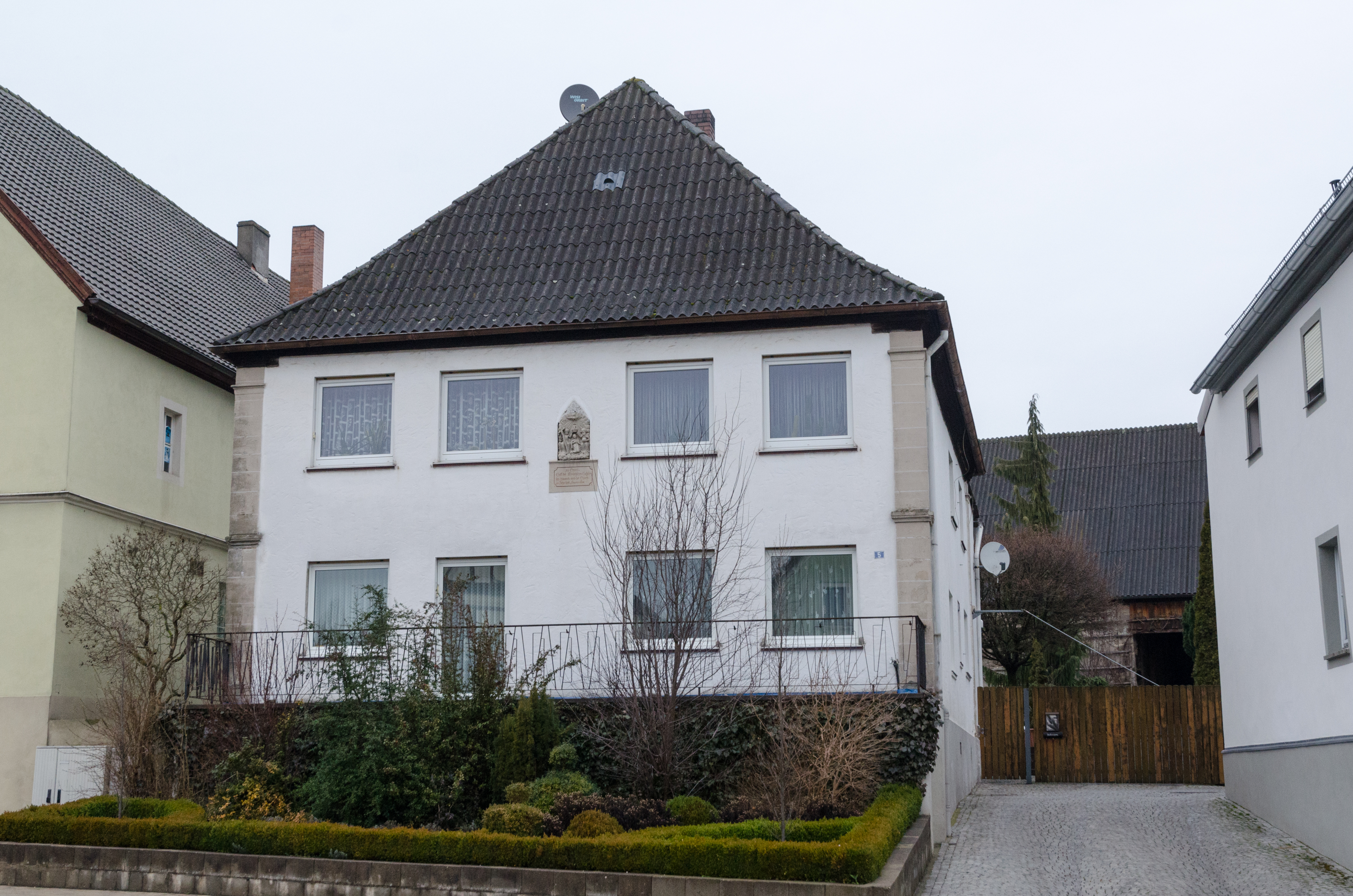
Marktplatz 5
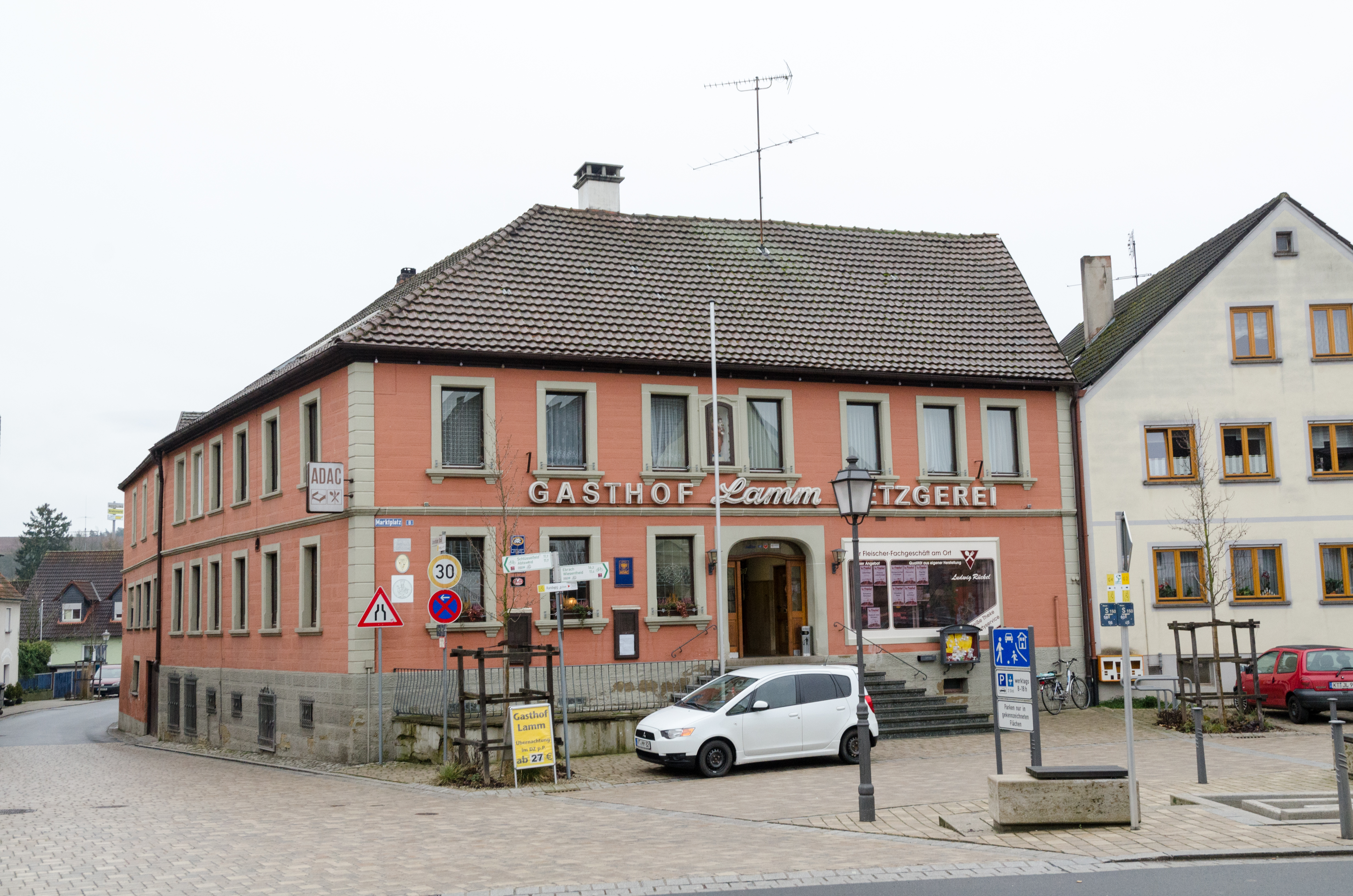
Marktplatz 8
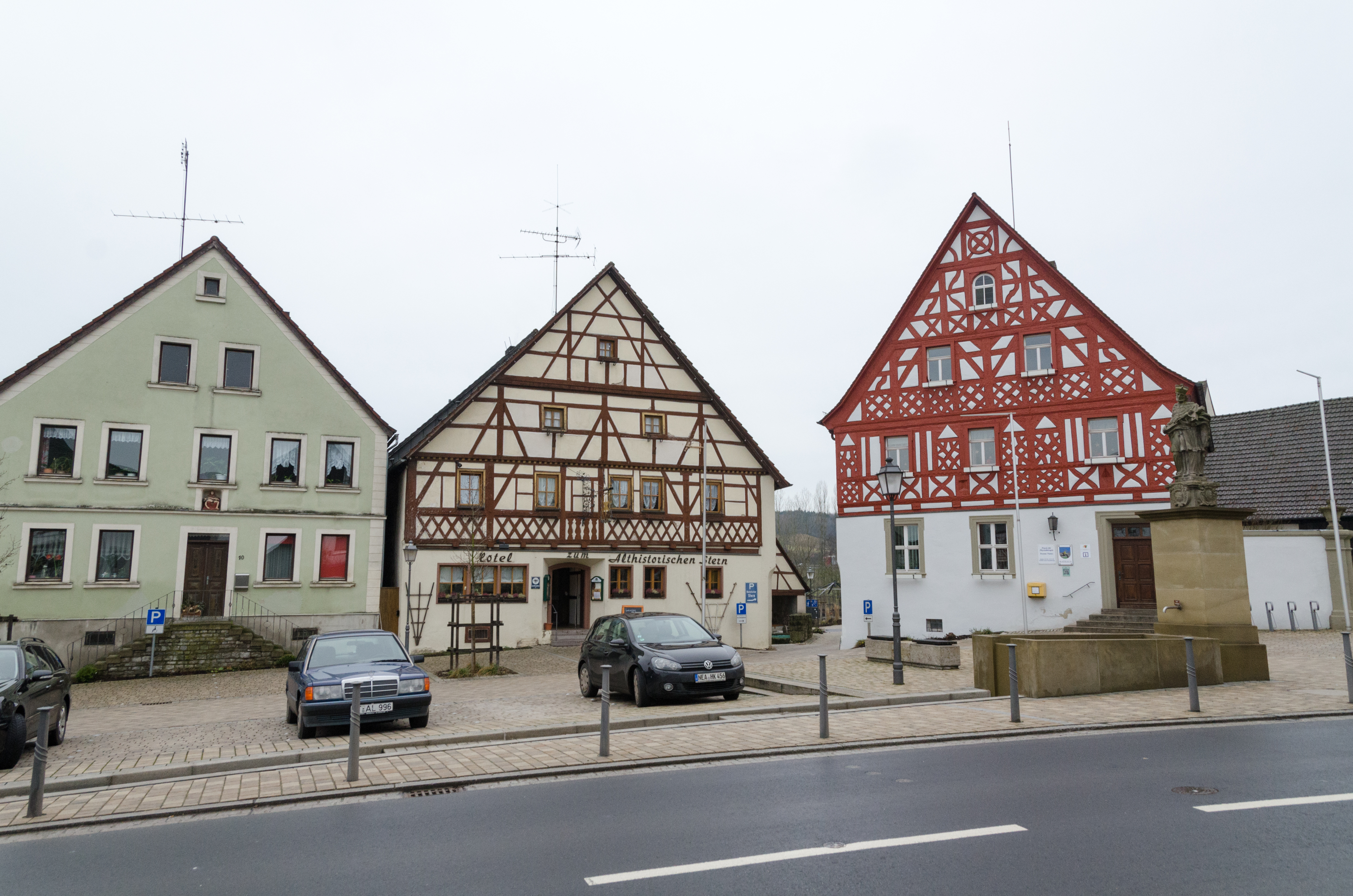
Geiselwind, Marktplatz 10, 11 und 1
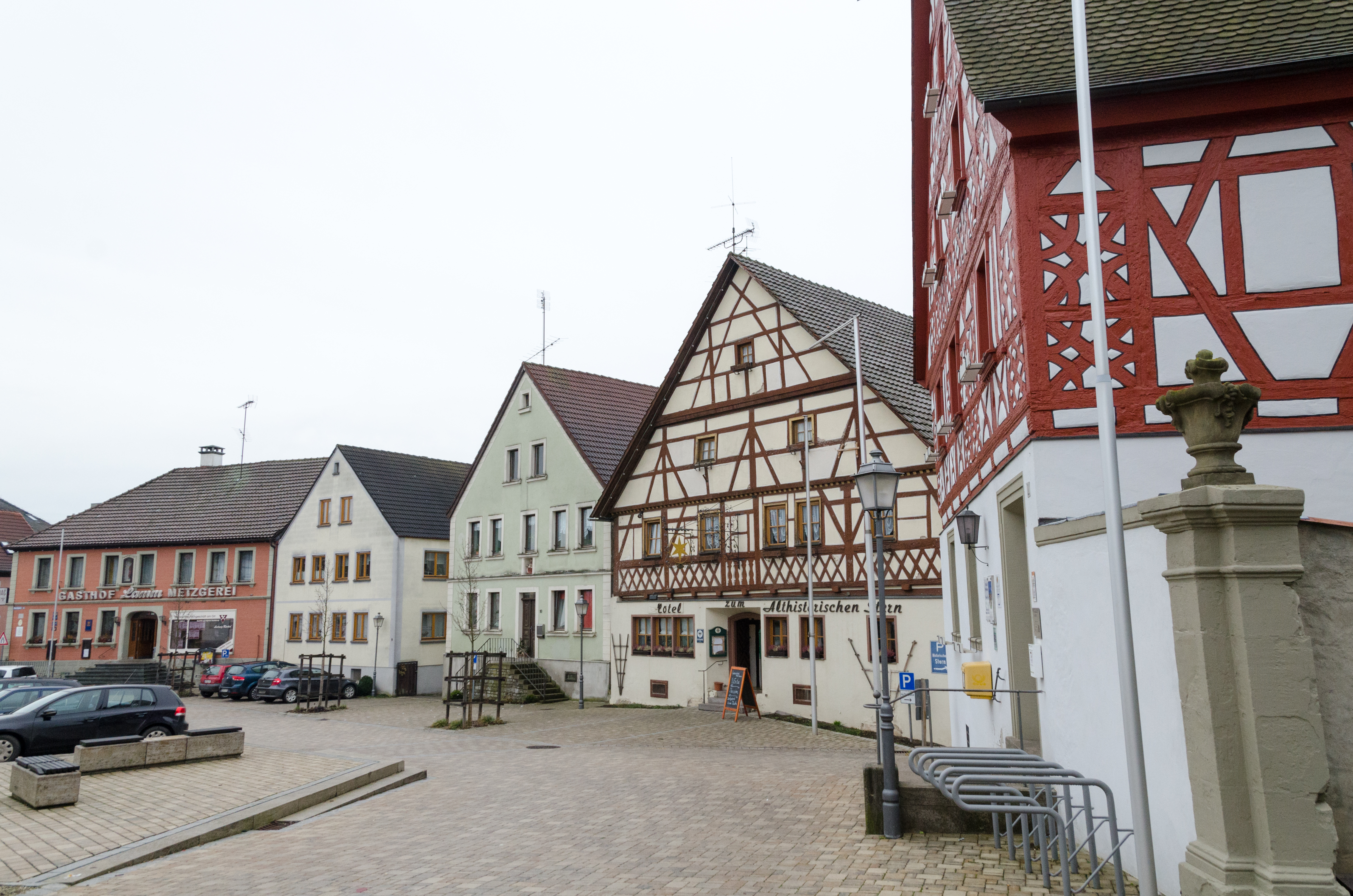
Geiselwind, Marktplatz 8, 9, 10, 11 und 1
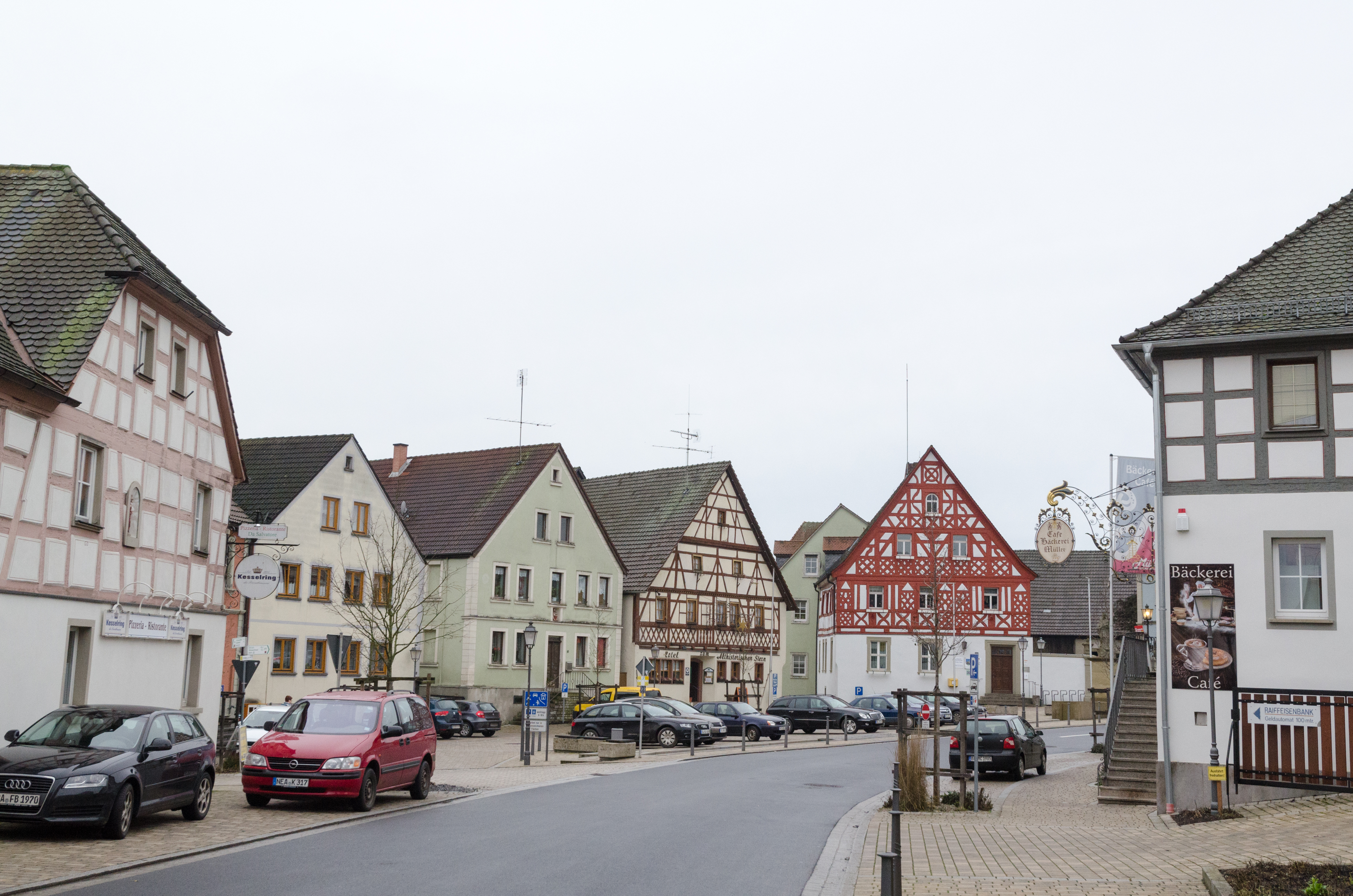
Geiselwind, Marktplatz 7, 9, 10, 11, 1 und 6

## Schlösslein-Kolonie der Herrnhuter
Die Schlösslein-Kolonie der Herrnhuter in Rehweiler besteht aus sechs symmetrisch angeordnete Walmdachbauten des 18. Jahrhunderts, darunter ehemalige Schule und ehemaliges Waisenhaus. Die Gebäude sind nach Größe und Bedeutung gestaffelt. Die oberen Häuser besitzen geohrten Rahmungen. Nr. 8 ist mit 1737 bezeichnet. Umgrenzung: Rehweiler 4, 5, 6, 7, 8 und 9. Aktennummer D-6-75-127-55.

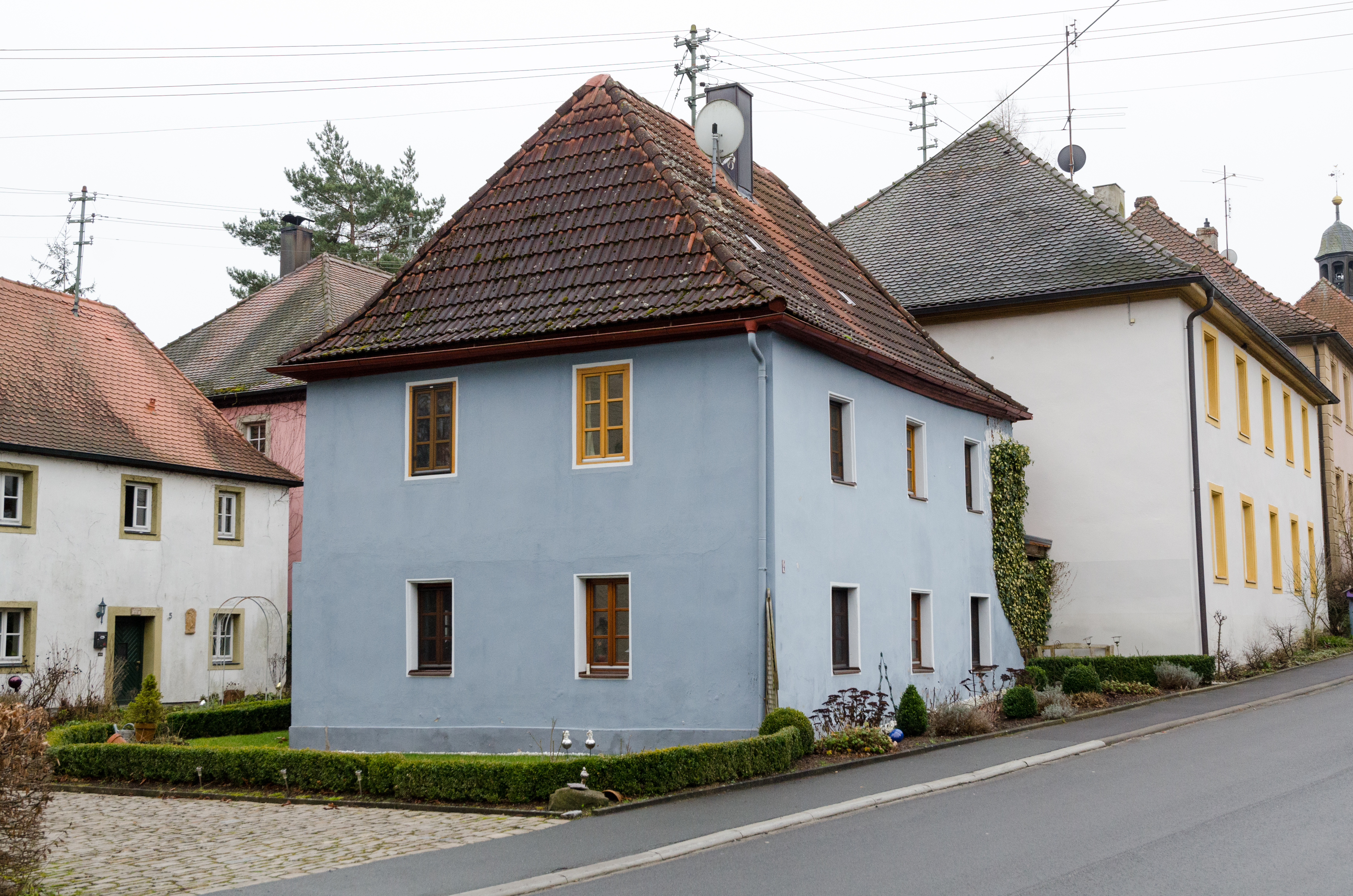
Rehweiler 4 weitere Bilder
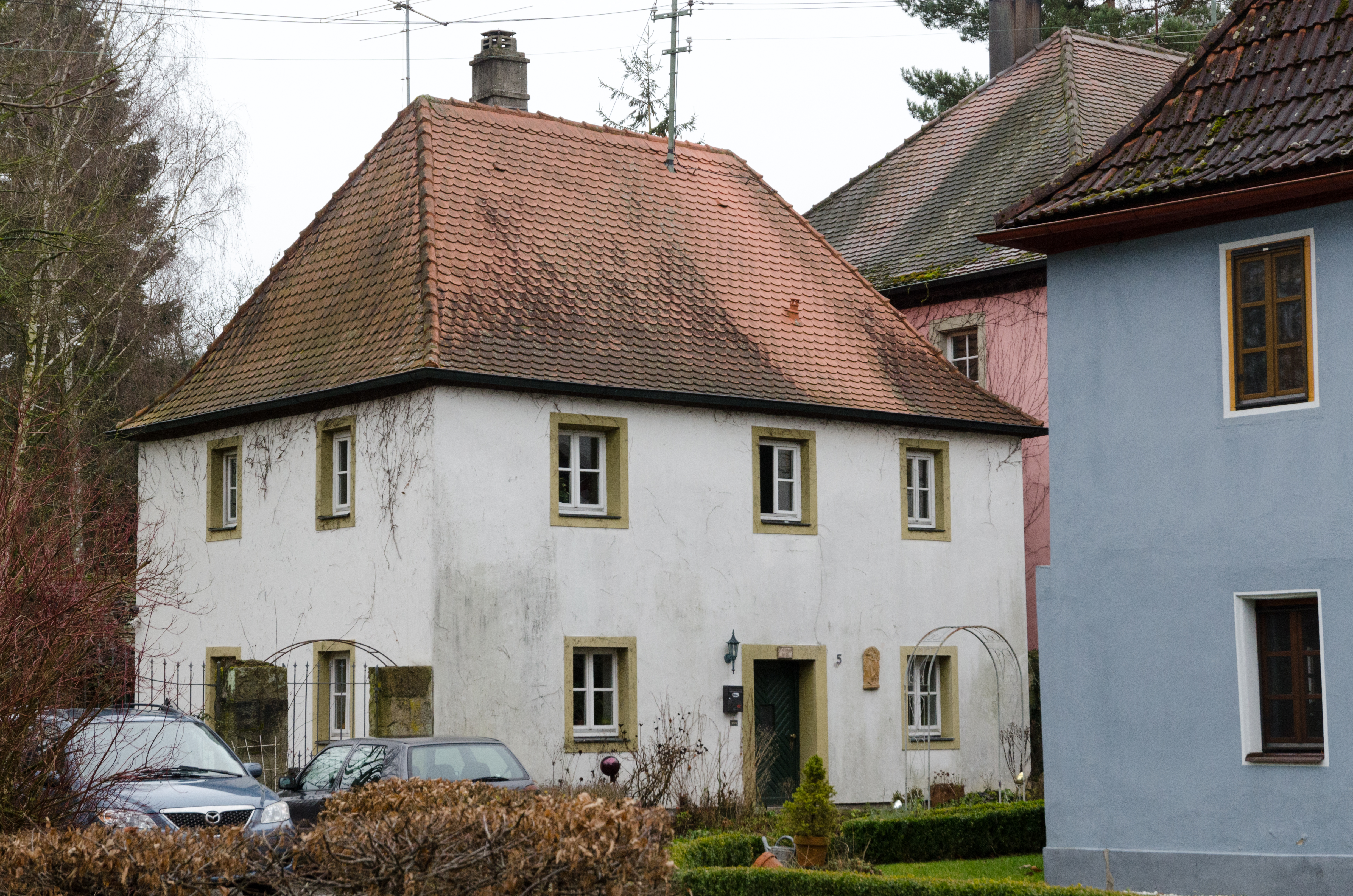
Rehweiler 5 weitere Bilder
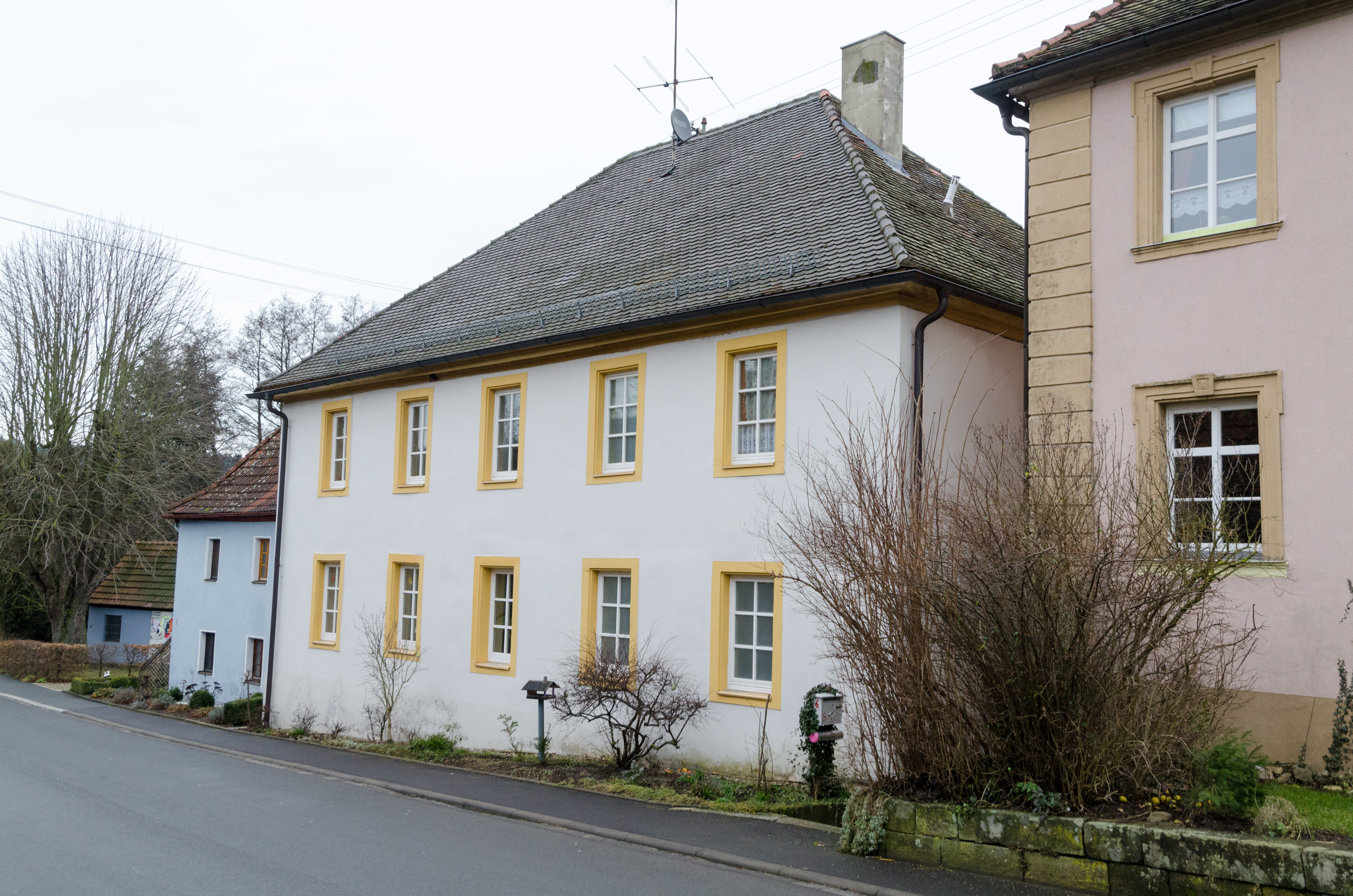
Rehweiler 6 weitere Bilder
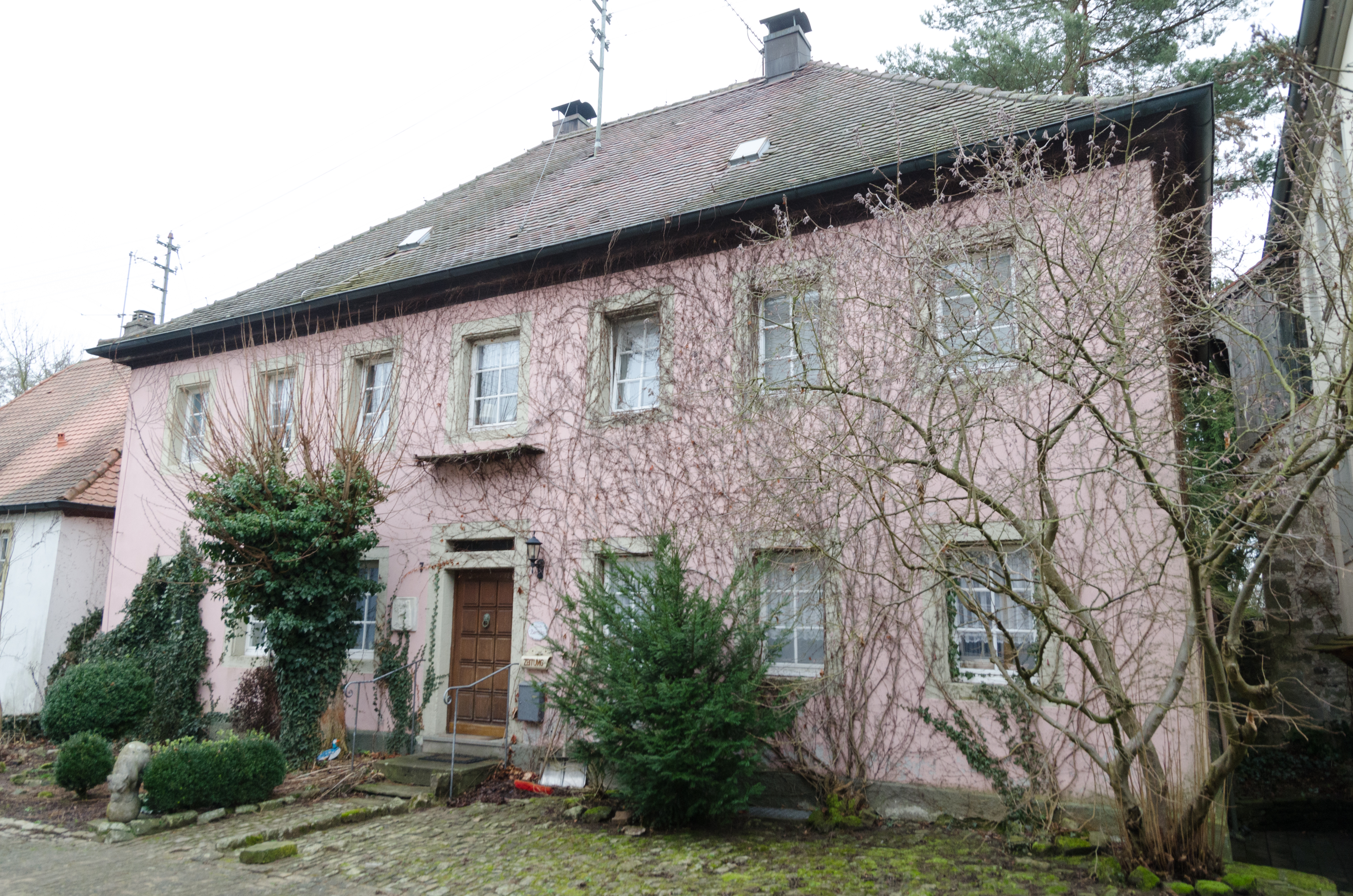
Rehweiler 7 weitere Bilder
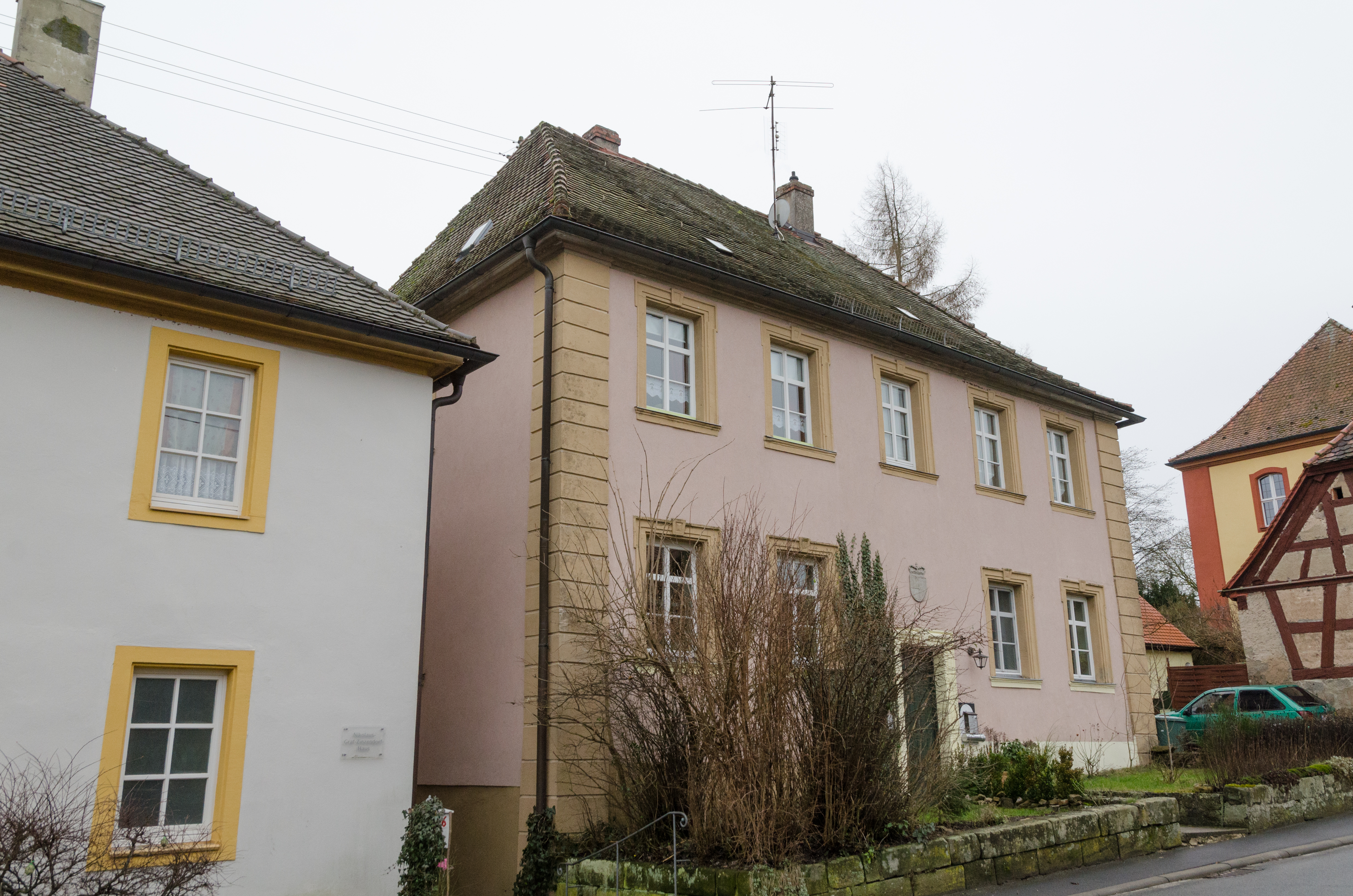
Rehweiler 8 weitere Bilder
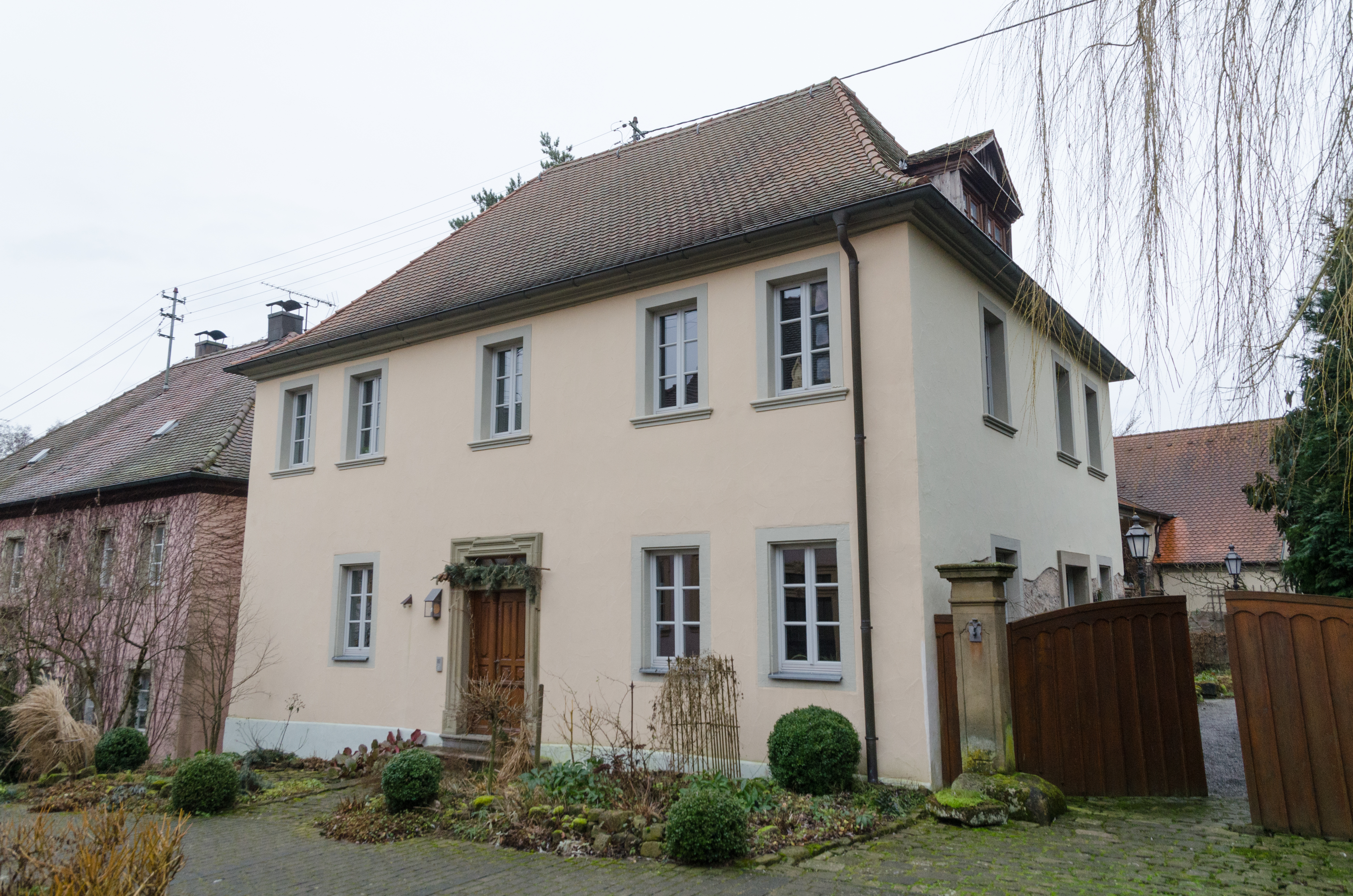
Rehweiler 9 weitere Bilder

## Baudenkmäler nach Gemeindeteilen

### Geiselwind
| Lage                                                             | Objekt                                        | Beschreibung | Akten-Nr.              | Bild           |
| ---------------------------------------------------------------- | --------------------------------------------- | --- | ---------------------- | -------------- |
| Am Fütterseer Berg, auf der Friedhofsmauer (Standort)            | Kreuzschlepper                                | Sandsteinfigur, erste Hälfte 18. Jahrhundert, ersetzt durch eine Kopie 2000, das Original befindet sich im Murmann-Museum im Dachgeschoss des Rathauses Geiselwind | D-6-75-127-2 Wikidata  | weitere Bilder |
| bei Marktplatz 5 (Standort)                                      | Reste der Ortsmauer                           | Zwei Bruchsteinmauerzüge, spätmittelalterlich; nicht nachqualifiziert, im Bayerischen Denkmal-Atlas nicht kartiert                                                 | D-6-75-127-1 Wikidata  | BW             |
| Kirchplatz 1 (Standort)                                          | Katholische Pfarrkirche St. Burkhard          | Spätgotischer Chor, zweite Hälfte 15. Jahrhundert, Langhaus 1521, 1933 erweitert, Turm 12./13. Jahrhundert und 1668; mit Ausstattung                               | D-6-75-127-3 Wikidata  | weitere Bilder |
| Kirchplatz 4 (Standort)                                          | Pfarrhaus                                     | Zweigeschossiger Walmdachbau mit geohrten Fenster- und Türrahmungen, Relief über der Eingangstür, erste Hälfte 18. Jahrhundert                                     | D-6-75-127-4 Wikidata  | weitere Bilder |
| Langäcker, am westlichen Ortsrand nach der Kreuzung (Standort)   | Bildstock                                     | Mit Kreuzigung und Wundmalen, historistisch, um 1900 | D-6-75-127-60 Wikidata | weitere Bilder |
| Marktplatz (Standort)                                            | Marktbrunnen                                  | Mit Figur des heiligen Nepomuk, Sandstein, bezeichnet „1753“ | D-6-75-127-13 Wikidata | weitere Bilder |
| Marktplatz 1 (Standort)                                          | Rathaus                                       | Zweigeschossiger, giebelständiger Satteldachbau mit Fachwerkobergeschoss, 17. Jahrhundert                                                                          | D-6-75-127-5 Wikidata  | weitere Bilder |
| Marktplatz 2 (Standort)                                          | Ehemaliges Amtshaus                           | Zweigeschossiger, traufseitiger Mansarddachbau mit Ecklisenen und Geschossgesims, frühes 19. Jahrhundert                                                           | D-6-75-127-6 Wikidata  | weitere Bilder |
| Marktplatz 2 (Standort)                                          | Zwei Hoftore                                  | mit Vasenaufsätzen | D-6-75-127-6 Wikidata  | weitere Bilder |
| Marktplatz 2 (Standort)                                          | Steinfigur des schwedischen Generals Murrmann | 18. Jahrhundert (auf der Hofmauer Kopie, Original im Rathaus Geiselwind)                                                                                           | D-6-75-127-6 Wikidata  | weitere Bilder |
| Marktplatz 3 (Standort)                                          | Wohnhaus                                      | Zweigeschossiger Halbwalmdachbau, Putzdekoration des Jugendstils, 1909, über Kern von 1867                                                                         | D-6-75-127-7 Wikidata  | weitere Bilder |
| Marktplatz 6 (Standort)                                          | Wohn- und Geschäftshaus                       | Zweigeschossiger Walmdachbau mit Fachwerkobergeschoss und Hausfigur, bezeichnet „1848“                                                                             | D-6-75-127-8 Wikidata  | weitere Bilder |
| Marktplatz 7 (Standort)                                          | Wohn- und Geschäftshaus                       | Zweigeschossiger Halbwalmdachbau mit Fachwerkobergeschoss, um 1800                                                                                                 | D-6-75-127-9 Wikidata  | weitere Bilder |
| Marktplatz 8 (Standort)                                          | Hausfigur                                     | Madonna, 18. Jahrhundert | D-6-75-127-10          | weitere Bilder |
| Marktplatz 10 (Standort)                                         | Vesperbild                                    | 17. Jahrhundert | D-6-75-127-11 Wikidata | weitere Bilder |
| Marktplatz 11 (Standort)                                         | Gasthof                                       | Zweigeschossiger Satteldachbau mit Fachwerkobergeschoss, 17./18. Jahrhundert                                                                                       | D-6-75-127-12 Wikidata | weitere Bilder |
| Schlüsselfelder Straße 1 (Standort)                              | Wohnhaus                                      | Zweigeschossiger Sandsteinquaderbau mit Halbwalmdach, Kranz- und Giebelgesims sowie Hausfigur, 1824                                                                | D-6-75-127-14 Wikidata | weitere Bilder |
| Schlüsselfelder Straße 2 (Standort)                              | Wohnhaus                                      | Zweigeschossiger Walmdachbau mit Fachwerkobergeschoss, frühes 19. Jahrhundert                                                                                      | D-6-75-127-15 Wikidata | weitere Bilder |
| Schlüsselfelder Straße 19 (Standort)                             | Dreifaltigkeitskapelle                        | Kleiner Saalbau mit Polygonchor und Satteldach, 1723; mit Ausstattung                                                                                              | D-6-75-127-18 Wikidata | weitere Bilder |
| Wiesentheider Straße (Standort)                                  | Steinrelief der Heiligen Familie              | Spätbarock | D-6-75-127-19 Wikidata | weitere Bilder |
| Wiesentheider Straße, an der Straße nach Gräfenneuses (Standort) | Bildstock                                     | Mit Marienkrönung, 18. Jahrhundert | D-6-75-127-21          | BW             |
| Wiesentheider Straße 11 (Standort)                               | Kapelle St. Marien                            | Saalbau mit polygonalem Chorabschluss, Satteldach und Dachreiter, 1723                                                                                             | D-6-75-127-20 Wikidata | weitere Bilder |

### Burggrub
| Lage                  | Objekt             | Beschreibung | Akten-Nr.              | Bild |
| --------------------- | ------------------ | --- | ---------------------- | ---- |
| Burggrub 9 (Standort) | Ehemaliges Schloss | Walmdachbau mit Dachreiter, Fensterprofilen und Fenstergittern des 16./17. Jahrhunderts sowie Reste eines rundbogigen Steinportals, jetzt erneuert | D-6-75-127-22 Wikidata | BW   |

### Dürrnbuch
| Lage                    | Objekt                                   | Beschreibung | Akten-Nr.              | Bild           |
| ----------------------- | ---------------------------------------- | --- | ---------------------- | -------------- |
| Birkenweg 3 (Standort)  | Evangelisch-lutherische Friedhofskapelle | Halboffener Langbau mit Glockenturm, 1851                                                                         | D-6-75-127-24 Wikidata | weitere Bilder |
| Birkenweg 3 (Standort)  | Inschriftstein                           | Bezeichnet „1597“                                                                                                 | D-6-75-127-24 Wikidata | BW             |
| Dürrnbuch 3 (Standort)  | Ehemaliger Gasthof                       | Zweigeschossiger traufständiger Halbwalmdachbau mit Ecklisenen und Geschossgesims, 18./19. Jahrhundert            | D-6-75-127-26 Wikidata | weitere Bilder |
| Dürrnbuch 5 (Standort)  | Wohnhaus                                 | Zweigeschossiger, giebelständiger Satteldachbau mit Geschoss- und Giebelgesims, Ende 19. Jahrhundert              | D-6-75-127-25 Wikidata | weitere Bilder |
| Dürrnbuch 5 (Standort)  | Hoftorpfosten                            | Mit Vasenaufsätzen, bezeichnet „1889“                                                                             | D-6-75-127-25 Wikidata | weitere Bilder |
| Dürrnbuch 6 (Standort)  | Wohnhaus                                 | Eingeschossiger giebelständiger Satteldachbau mit Fachwerkgiebel, erste Hälfte 19. Jahrhundert                    | D-6-75-127-27 Wikidata | weitere Bilder |
| Dürrnbuch 6 (Standort)  | Fußgängerpforte                          | Mit Vasenaufsatz, bezeichnet „1823“                                                                               | D-6-75-127-27 Wikidata | BW             |
| Dürrnbuch 8 (Standort)  | Wohnhaus                                 | Eingeschossiger, giebelständiger Satteldachbau mit Fachwerkgiebel, 17./18. Jahrhundert                            | D-6-75-127-28 Wikidata | weitere Bilder |
| Dürrnbuch 14 (Standort) | Wohnstallhaus                            | Zweigeschossiger, giebelständiger Halbwalmdachbau mit Fachwerkgiebel und Ecklisenen, erste Hälfte 19. Jahrhundert | D-6-75-127-29 Wikidata | weitere Bilder |

### Ebersbrunn
| Lage                     | Objekt                                   | Beschreibung                                                     | Akten-Nr.              | Bild           |
| ------------------------ | ---------------------------------------- | ---------------------------------------------------------------- | ---------------------- | -------------- |
| Ebersbrunn 29 (Standort) | Evangelisch-lutherische Kirche St. Vitus | Chorturmkirche, spätromanisch, Langhaus um 1713; mit Ausstattung | D-6-75-127-30 Wikidata | weitere Bilder |

### Füttersee
| Lage                                                     | Objekt                              | Beschreibung | Akten-Nr.              | Bild           |
| -------------------------------------------------------- | ----------------------------------- | --- | ---------------------- | -------------- |
| Am Knock; am Fußweg nach Geiselwind (Standort)           | Steinkreuz                          | Ca. 70 cm hoch auf einer Betonplatte, wohl spätmittelalterlich                                                                             | D-6-75-127-37 Wikidata | BW             |
| Füttersee 2 (Standort)                                   | Hoftorpfosten                       | Aus Sandstein mit Pinienzapfenbekrönung, 19. Jahrhundert                                                                                   | D-6-75-127-32 Wikidata | BW             |
| Füttersee 11 (Standort)                                  | Wohnstallhaus                       | Eingeschossiger Satteldachbau mit reichem Fachwerkgiebel, 17./18. Jahrhundert                                                              | D-6-75-127-33 Wikidata | weitere Bilder |
| Füttersee 16 (Standort)                                  | Bauernhaus                          | Eingeschossiger Satteldachbau mit reichem Fachwerkgiebel, geohrte Fensterrahmungen, bezeichnet „1669“                                      | D-6-75-127-34 Wikidata | weitere Bilder |
| Füttersee 16 (Standort)                                  | Hoftorpfeiler und Fußgängerpforte   | Mit Vasenaufsätzen, um 1830 | D-6-75-127-34 Wikidata | weitere Bilder |
| Füttersee 17 (Standort)                                  | Hoftorpfeiler und Fußgängerpforte   | Aus Sandstein, bezeichnet „1807“ | D-6-75-127-35 Wikidata | weitere Bilder |
| Füttersee 22 (Standort)                                  | Ehemalige Schule                    | Eingeschossiger Halbwalmdachbau, bezeichnet „1796“                                                                                         | D-6-75-127-58 Wikidata | weitere Bilder |
| Füttersee 22 (Standort)                                  | Evangelisch-lutherische Pfarrkirche | Chorturmkirche wohl 14. Jahrhundert, Langhaus im Kern 15. Jahrhundert, 1709 verändert; mit Ausstattung                                     | D-6-75-127-31 Wikidata | weitere Bilder |
| Geiselwinder Grund; am Fußweg nach Geiselwind (Standort) | Feldaltar                           | Mit Rundbogennische und Giebelbedachung, Krönung Mariens durch die Dreifaltigkeit, Sandstein, zweite Hälfte 19. Jahrhundert, erneuert 1954 | D-6-75-127-36 Wikidata | BW             |

### Gräfenneuses
| Lage                                                      | Objekt                                       | Beschreibung | Akten-Nr.              | Bild           |
| --------------------------------------------------------- | -------------------------------------------- | --- | ---------------------- | -------------- |
| Gräfenneuses 1 (Standort)                                 | Ehemaliger Gasthof, heute Wohnhaus           | Zweigeschossiger Walmdachbau mit Fachwerkobergeschoss, geohrte Fenster- und Türrahmungen, bezeichnet „1781“           | D-6-75-127-39 Wikidata | weitere Bilder |
| Gräfenneuses 2 (Standort)                                 | Wohnhaus                                     | Zweigeschossiger giebelständiger Halbwalmdachbau mit Eckpilastern sowie Geschoss- und Giebelgesims, bezeichnet „1872“ | D-6-75-127-40 Wikidata | weitere Bilder |
| Gräfenneuses 2 (Standort)                                 | Hoftor                                       | Mit Vasenaufsätzen, bezeichnet „1845“                                                                                 | D-6-75-127-40 Wikidata | weitere Bilder |
| Gräfenneuses 3 (Standort)                                 | Hausfigur                                    | Maria mit Kind, in einer Nische auf einem Sockel mit Festons und Inschrift, bezeichnet „1816“                         | D-6-75-127-41 Wikidata | weitere Bilder |
| Gräfenneuses 5 (Standort)                                 | Hausfigur                                    | Pietà, in einer Nische, bezeichnet „1746“                                                                             | D-6-75-127-42 Wikidata | weitere Bilder |
| Gräfenneuses 20 (Standort)                                | Wohnhaus                                     | Zweigeschossiger verputzter Satteldachbau mit Eckpilastern sowie Geschoss- und Giebelgesims, bezeichnet „1880“        | D-6-75-127-43 Wikidata | weitere Bilder |
| Gräfenneuses 20 (Standort)                                | Barockportal der ehemaligen Kartause Ilmbach | Um 1750, 1848 hier aufgestellt                                                                                        | D-6-75-127-43 Wikidata | weitere Bilder |
| Gräfenneuses 27; an der Straße nach Geiselwind (Standort) | Bildstock                                    | Mit Dreifaltigkeit und Pietà, bezeichnet „1746“, renoviert 1920 und 1961                                              | D-6-75-127-44 Wikidata | weitere Bilder |
| In Gräfenneuses (Standort)                                | Katholische Kapelle Beatae Mariae Virginis   | Unverputzter Sandsteinquaderbau mit Satteldach und Glockenturm im neuromanischen Rundbogenstil, 1886–1888             | D-6-75-127-38 Wikidata | weitere Bilder |
| Rüdener Steig; an der Straße nach Geesdorf (Standort)     | Bildstock                                    | Mit Kruzifix und Marienkrönung, bekrönt mit Eisenkreuz, bezeichnet „1795“                                             | D-6-75-127-46 Wikidata | BW             |
| Sandgraben; südwestlich des Ortes, im Wald (Standort)     | Steinkreuz                                   | Aus Sandstein, wohl spätmittelalterlich                                                                               | D-6-75-127-47 Wikidata | BW             |

### Haag
| Lage               | Objekt                                          | Beschreibung                                                                          | Akten-Nr.              | Bild           |
| ------------------ | ----------------------------------------------- | ------------------------------------------------------------------------------------- | ---------------------- | -------------- |
| In Haag (Standort) | Evangelisch-lutherische Kirche Zum guten Hirten | Friedhofskapelle, neuromanischer unverputzter Sandsteinquaderbau mit Dachreiter, 1923 | D-6-75-127-48 Wikidata | weitere Bilder |

### Hohnsberg
| Lage                    | Objekt                                           | Beschreibung                                                                     | Akten-Nr.              | Bild           |
| ----------------------- | ------------------------------------------------ | -------------------------------------------------------------------------------- | ---------------------- | -------------- |
| Hohnsberg 1 (Standort)  | Wohnstallhaus                                    | Eingeschossiger Mansardwalmdachbau aus Sandsteinquadern, Anfang 19. Jahrhundert  | D-6-75-127-50 Wikidata | BW             |
| Hohnsberg 8 (Standort)  | Hoftorpfeiler und Pforte                         | Mit Vasenaufsätzen, bezeichnet „1864“                                            | D-6-75-127-51 Wikidata | weitere Bilder |
| Hohnsberg 10 (Standort) | Evangelisch-lutherische Filialkirche St. Michael | Chorturmkirche, Chorturm im Kern spätmittelalterlich, 1708–1713; mit Ausstattung | D-6-75-127-49 Wikidata | weitere Bilder |
| Hohnsberg 18 (Standort) | Kirchhof                                         |                                                                                  | D-6-75-127-49 Wikidata | BW             |
| Hohnsberg 18 (Standort) | Friedhof                                         |                                                                                  | D-6-75-127-49 Wikidata | BW             |

### Hutzelmühle
| Lage                     | Objekt          | Beschreibung                                                                              | Akten-Nr.              | Bild           |
| ------------------------ | --------------- | ----------------------------------------------------------------------------------------- | ---------------------- | -------------- |
| Hutzelmühle 2 (Standort) | Ehemalige Mühle | Eingeschossiger giebelständiger Satteldachbau mit Putzgliederung und Fachwerkgiebel, 1699 | D-6-75-127-52 Wikidata | weitere Bilder |

### Ilmenau
| Lage                  | Objekt                                  | Beschreibung | Akten-Nr.              | Bild |
| --------------------- | --------------------------------------- | --- | ---------------------- | ---- |
| Ilmenau 37 (Standort) | Katholische Filialkirche St. Laurentius | Kleiner Saalbau mit Polygonchor und Dachreiter, erste Hälfte 18. Jahrhundert über älterem Kern; mit Ausstattung | D-6-75-127-53 Wikidata | BW   |
| Ilmenau 37 (Standort) | Friedhofsmauer                          | | D-6-75-127-53 Wikidata | BW   |

### Langenberg
| Lage                    | Objekt    | Beschreibung                                                      | Akten-Nr.              | Bild           |
| ----------------------- | --------- | ----------------------------------------------------------------- | ---------------------- | -------------- |
| Langenberg 5 (Standort) | Bildstock | Mit Reliefs der Pietà und der Aufnahme Mariens, bezeichnet „1833“ | D-6-75-127-59 Wikidata | weitere Bilder |

### Rehweiler
| Lage                                  | Objekt                              | Beschreibung | Akten-Nr.              | Bild           |
| ------------------------------------- | ----------------------------------- | --- | ---------------------- | -------------- |
| Rehweiler 10 (Standort)               | Evangelisch-lutherische Pfarrkirche | Saalbau der Herrnhuter Brüdergemeine, Walmdachbau mit Dachreiter und zweigeschossiger Fensteranordnung, 1774; mit Ausstattung | D-6-75-127-54 Wikidata | weitere Bilder |
| Donnerloch, Meistersranken (Standort) | Grabdenkmal für Mendel Grabfelder   | gestorben 1859, Obelisk auf Sockel mit Inschrift, 1987 gegenüber dem aufgelassenen neuen jüdischen Friedhof wiedererrichtet   | D-6-75-127-68          | weitere Bilder |

### Röhrensee
| Lage                                    | Objekt                 | Beschreibung                                                              | Akten-Nr.              | Bild |
| --------------------------------------- | ---------------------- | ------------------------------------------------------------------------- | ---------------------- | ---- |
| Fressende Klinge; Gotteshaus (Standort) | Alter Dreifrankenstein | Sandstein, bezeichnet mit „1892“ (teilweise im Gebiet des Marktes Ebrach) | D-4-71-128-61 Wikidata | BW   |

### Wasserberndorf
| Lage                              | Objekt                     | Beschreibung | Akten-Nr.              | Bild           |
| --------------------------------- | -------------------------- | --- | ---------------------- | -------------- |
| Burghaslacher Straße 1 (Standort) | Wohnstallhaus              | Zweigeschossiger Walmdachbau mit Fachwerkobergeschoss, geohrte Fenster- und Türrahmungen, Ende 18. Jahrhundert          | D-6-75-127-56 Wikidata | weitere Bilder |
| Würzburger Straße 16 (Standort)   | Ehemaliger Brauereigasthof | Zweigeschossiger Walmdachbau mit geohrten Fenster- und Türrahmungen, Geschossgesims und Eckpilastern, bezeichnet „1742“ | D-6-75-127-57 Wikidata | weitere Bilder |